# (35738) 1999 GO20
1999 GO20 (asteroide 35738) é um asteroide da cintura principal. Possui uma excentricidade de 0.14495220 e uma inclinação de 5.00500º.
Este asteroide foi descoberto no dia 15 de abril de 1999 por LINEAR em Socorro.